# كأس هولندا 2008–09
كأس هولندا 2008–09 (بالهولندية: KNVB beker 2008/09)‏ هو الموسم 91 من كأس هولندا. أشرف على تنظيمه الاتحاد الملكي الهولندي لكرة القدم، وكان عدد الأندية المشاركة فيه 88، وفاز فيه نادي هيرنفين.